# Setoxylobates mayuloeus
Setoxylobates mayuloeus är en kvalsterart som först beskrevs av Corpuz-Raros 1979.  Setoxylobates mayuloeus ingår i släktet Setoxylobates och familjen Protoribatidae. Inga underarter finns listade i Catalogue of Life.